# Albert Harris
Pour les articles homonymes, voir Harris.
Albert Harris (13 février 1916 à Londres - 14 février 2005 à Auckland) travaille la majeure partie de sa vie à Hollywood en tant qu'orchestrateur, arrangeur et compositeur pour plusieurs des grands studios de cinéma et pour des icônes pop telles que Barbra Streisand, Roberta Flack et Cher.

## Biographie
Albert Harris naît à Londres et étudie le piano à partir de six ans et est également guitariste autodidacte ; sa connaissance de cet instrument lui permet par la suite de composer des pièces spécifiquement pour guitare (ses Variations et fugue sur un thème de Haendel sont enregistrées par Andrés Segovia). Au milieu des années 1930, il commence à se faire un nom en tant que musicien de session à Londres où il figure sur de nombreux enregistrements, notamment en tant que guitariste de session avec le groupe Lew Stone, ses improvisations délicates mais changeantes améliorant de nombreux disques des Stones au cours des années 1934 - 1935. Il se rend à New York en 1938, date à laquelle il commence à jouer du piano dans de grands groupes à travers les États-Unis, après quoi il commence à étudier au College of Music de l'Université de New York, où il obtient un doctorat de musique en 1944. Avant d'obtenir son doctorat, il déménage à Los Angeles en 1942. Albert Harris étudie la composition avec Mary Carr Moore et Eugen Zador à Los Angeles et la direction d'orchestre avec Richard Lert. Il reçoit plusieurs prix pour des pièces chorales, des chansons et un octuor pour cor du Los Angeles Horn Club. Albert Harris devient professeur d'orchestration à l'Université de Californie à Los Angeles, puis directeur musical adjoint pour la National Broadcasting Company de 1946 à 1949. 
En 1959, le chef d'orchestre Frank De Vol enregistre un album des compositions de Harris, Bacchanal, composé de 15 pièces, chacune portant le nom d'un dieu grec. 
Le Music Service Incorporated (MSI), formé par Harris et deux collègues (dont Nelson Riddle), est responsable de la musique de quatre émissions télévisées : The Mary Tyler Moore Show - The Dick Van Dyke Show, Ray Bolger Show, Danny Thomas Show et The Andy Griffith Show
.
Albert Harris est directeur musical de Barbra Streisand dans l'émission spéciale Barbra et autres instruments, orchestrateur et arrangeur musical pour l'album Bittersweet Moonlight de Cher et arrangeur musical pour Roberta Flack pour des apparitions à Hollywood. Harris est le compositeur et chef d'orchestre de Quinn Martin Productions, en particulier de Cannon, Barnaby Jones, Les Rues de San Francisco et The FBI. Sur une période de 30 ans, M. Harris est employé par tous les grands studios de cinéma comme orchestrateur et compositeur. 
Professeur et conférencier populaire à Los Angeles, il est invité à prendre la parole à la Santa Barbara Academy of the West par Darius Milhaud. Alors qu'il est président de l'American Society of Music Arrangers (poste qu'il  occupe de 1989 à 1991), il co-enseigne dans un atelier de compositeur avec Henry Mancini. 
Albert Harris est membre de la Composers and Lyricists Guild of America, membre du conseil d'administration de l'American Society of Music Arrangers. Il remporte le National Composer's Award pour son Concerto de Californie pour guitare et quatuor à cordes. Parmi ceux qui proposent la candidature de Harris, il y a Aaron Copland avec qui Harris partage un langage harmonique qui, selon les mots de Ned Rorem, « sonne comme les grands espaces ». Harris prend sa retraite du cinéma et de la télévision en 1990. 
Il épouse Diane Smith, originaire de Nouvelle-Zélande, en Californie en 1986, et le couple se retire en Nouvelle-Zélande en 1992. Il meurt à Auckland et laisse dans le deuil son épouse Diane Harris et sa sœur Bette Friedman.

## Filmographie sélective
- 1947 : Don't Give Up
- 1955 : En quatrième vitesse
- 1958 : 
  - Confessions d'un tueur
  - Queen of Outer Space
- 1960 : Saiyūki
- 1961 : Le Maître du monde
- 1963 : Le Corbeau
- 1965 : Dr. Goldfoot and the Bikini Machine
- 1966 : The Ghost in the Invisible Bikini
- 1970 : Dirty Dingus Magee
- 1974-1975 : Cannon série télévisée, Man in the Middle, Voice from the Grave
- 1979 : The Curse of Dracula série télévisée